# Stelis strobilacea
Stelis strobilacea är en orkidéart som beskrevs av Carlyle August Luer. Stelis strobilacea ingår i släktet Stelis och familjen orkidéer. Inga underarter finns listade i Catalogue of Life.